# Ibrahim Al Shami
Ibrahim Al Shami, all'anagrafe Ibrahim Al Shami J. (Siviglia, 16 gennaio 1995), è un attore e modello spagnolo, noto per aver interpretato il ruolo di Isaac Guerrero nella soap Il segreto (El secreto de Puente Viejo).

## Biografia
Ibrahim Al Shami è nato il 16 gennaio 1995 a Siviglia, nella comunità dell'Andalusia (Spagna), fin da piccolo ha mostrato un'inclinazione per la recitazione.

## Carriera
Ibrahim Al Shami ha conseguito i suoi studi presso la scuola d'arte drammatica di Siviglia (ESAD), ed ha anche seguito lezioni di coach impartite da Jorge Elorza e Raquel Pérez. Successivamente ha lavorato come modello e ha anche prestato la sua voce per diverse campagne pubblicitarie in Spagna. Nel 2016 ha iniziato la sua carriera di attore nella serie Centro médico. L'anno successivo, nel 2017, ha recitato nel film Fogueo diretto da David Sainz. Nel 2018 ha recitato nel film Jaulas diretto da Nicolás Pacheco.
Nel 2018 e nel 2019 è stato stato scelto per interpretare il ruolo di Isaac Guerrero nella soap opera di Antena 3 Il segreto (El secreto de Puente Viejo) e dove ha recitato insieme ad attori come Alejandra Meco, María Lima, Iván Montes, Paula Ballesteros, José Milán e Lucía Margo. Nel 2020 e nel 2021 è entrato a far parte del cast della serie Valeria, in cui ha ricoperto il ruolo di Adrián. Nel 2021 ha recitato nelle serie Deudas (nel ruolo di Javi) e in Jhon Jatenjor's Interviews. Nello stesso anno ha interpretato il ruolo di David Montenegro Liaño nella serie Toy Boy.   Nel giugno 2024 prende parte al cast della serie "La Promessa", interpretando il personaggio di Adriano, marito di Catalina De Luján.

## Filmografia

### Cinema
- Fogueo, regia di David Sainz (2017)
- Jaulas, regia di Nicolás Pacheco (2018)

### Televisione
- Centro médico – serie TV, 1 episodio (2016)
- Il segreto (El secreto de Puente Viejo) – soap opera (2018-2019)
- Valeria – serie TV, 14 episodi (2020-2021)
- Deudas – serie TV, 13 episodi (2021)
- Jhon Jatenjor's Interviews – serie TV, 1 episodio (2021)
- Toy Boy – serie TV, 3 episodi (2021)
- La promessa - serie TV (2024)

## Doppiatori italiani
Nelle versioni in italiano dei suoi film e delle sue serie TV, Ibrahim Al Shami è stato doppiato da:
- Carlo Petruccetti[20] ne Il segreto[21]
- Andrea Oldani in La promessa